# Thea Gill
Thea Louise Gill (Vancouver, 5 aprile 1970) è un'attrice canadese.
Conosciuta soprattutto grazie alla sua interpretazione nel telefilm Queer as Folk, nel 2002 ha interpretato Pam Mason in Occulte presenze. Dal 2006, con il ruolo di Diana Childs, è entrata a far parte del cast di Dante's Cove, serie televisiva trasmessa da Here!, dove ha recitato a fianco di Charlie David, con cui ha poi nuovamente lavorato nel 2008 nel film Mulligans, scritto da lui stesso.

## Biografia
Cresciuta a Vancouver dove si è diplomata ad una scuola privata femminile. Dopo il diploma, ha frequentato la York University di Toronto nel 1992.

Successivamente continuò a vivere a Toronto dedicandosi alla recitazione in teatro e apparendo in alcune serie televisive, film e pubblicità.
Conosce la notorietà nel 2000 quando viene scelta per il ruolo di Lindsay nella serie americana Queer as Folk.

Nel luglio 2007 si è trasferita a Los Angeles per immergersi nel mondo di Hollywood in cerca di ruoli promettenti.

## Filmografia

### Cinema
- Lilly, regia di David Marcoux (1993)
- Bubbles Galore, regia di Cynthia Roberts (1996)
- L'istinto della caccia (Papertrail), regia di Damian Lee (1998)
- Washed Up, regia di Michael DeCarlo (2000)
- Ice Men, regia di Thom Best (2004)
- Eighteen, regia di Richard Bell (2005)
- Seed, regia di Uwe Boll (2007)
- Swap, regia di Gary Hawes - cortometraggio (2007)
- Mulligans, regia di Chip Hale (2008)
- The Strange Case of DJ Cosmic, regia di John Celona - cortometraggio (2009)
- Four Steps, regia di Karen Wilkens - cortometraggio (2009)
- The Putt Putt Syndrome, regia di Allen Cognata (2010)
- The Boy She Met Online, regia di Curtis Crawford (2010)
- Slip Away, regia di T.M. Scorzafava - cortometraggio (2011)
- Mother Country, regia di Maria Breaux (2011)
- Le donne della mia vita (20th Century Women), regia di Mike Mills (2016)

### Televisione
- Forever Knight - serie TV, episodio 1x03 (1992)
- Kung Fu: la leggenda continua (Kung Fu: The Legend Continues) - serie TV, episodio 3x20 (1995)
- Traders - serie TV, episodio 2x11 (1997)
- Let Me Call You Sweetheart, regia di Bill Corcoran - film TV (1997)
- Due South - Due poliziotti a Chicago (Due South) - serie TV, episodio 1x13 (1998)
- Queer as Folk - serie TV, 83 episodi (2000-2005)
- Common Ground, regia di Donna Deitch - film TV (2000)
- D.C. - serie TV, episodio 1x04 (2000)
- Life with Judy Garland: Me and My Shadows, regia di Robert Allan Ackerman - film TV (2001)
- Tornado Warning, regia di Tibor Takács - film TV (2002)
- Just Cause - serie TV, episodi 1x01-1x02 (2002)
- Occulte presenze (Sightings: Heartland Ghost), regia di Brian Trenchard-Smith - film TV (2002)
- Bliss - serie TV, episodio 2x02 (2003)
- Andromeda - serie TV, episodio 5x06 (2004)
- The Collector - serie TV, episodio 2x08 (2005)
- Masters of Horror - serie TV, episodio 1x06 (2005)
- Lesser Evil, regia di Timothy Bond - film TV (2006)
- Reunion - serie TV, episodio 1x12 (2006)
- Dante's Cove - serie TV, 10 episodi (2006-2007)
- Ghost Whisperer - Presenze (Ghost Whisperer) - serie TV, episodio 5x05 (2009)
- Riverworld, regia di Stuart Gillard - film TV (2010)
- Lies Between Friends, regia di Walter Klenhard - film TV (2010)
- Dishin' It Up!, regia di Karen Wilkens - film TV (2010)
- Castle – serie TV, episodio 6x14 (2014)

## Doppiatrici italiane
Nelle versioni in lingua italiana dei suoi lavori, Thea Gill è stata doppiata da:
- Deborah Ciccorelli in Queer as Folk
- Roberta Paladini in Ghost Whisperer - Presenze
- Alessandra Chiari in Castle
- Patrizia Salerno ne La capsula del tempo